# トラッキー
トラッキーは、プロ野球・阪神タイガースのマスコットキャラクター。モチーフは、チーム名（タイガース）の虎である。名前は「トラ」と「ラッキー」の語呂合わせで、1987年7月18日に一般公募で命名された。背番号は「1985」。背番号に関しては「阪神が日本一となったゲン担ぎ」といわれることもあるが、あくまでも誕生年が理由。
主に阪神の主催試合に着ぐるみとして登場するほか、球団ロゴマークやグッズなど様々な場所で使われている。また阪神の親会社である阪神電気鉄道およびその関連企業のマスコットとしても登場することがある。

## 特徴
- 身長：190cm
- 体重：？kg
- スリーサイズ：B116・W110・H105
- 頭囲：160cm
- 靴のサイズ：37cm
- 好きな食べ物：特上カルビ
- 好きな言葉：熱くなれ！

初期のトラッキーには初登場の年を表す背番号「1985」があったが、その後背中には「TO LUCKY」と名前だけを書くようになり、「1985」は胸番号に移行した。だが2007年、ユニフォームの大幅モデルチェンジを期に背番号「1985」が復活した。
もう1体の阪神のマスコットはラッキーで、胸に1994、背中に「LUCKY」と書かれていた。トラッキーとラッキーの関係は元々は兄妹だったが、1990年代後半あたりから兄妹からガールフレンドへと設定が変わっていった。ラッキーは激しく元気よく動き回るトラッキーとは対照的におとなしく、かわいらしく動き回るが、しばしばトラッキーにツッコミを入れることもある。
2011年からはラッキーの弟、キー太が登場した。キー太はトラッキー・ラッキーよりやや小柄で、試合中に球場内の通路でグリーティングを行うこともある。
2025年からはトラッキーの弟、コラッキーが登場した。
トラッキーたちは、阪神甲子園球場や大阪ドームで阪神の選手がホームランを打った際のほか、阪神が勝った場合に「阪神タイガースの歌（六甲颪）」が流れる際、オーロラビジョンに映る映像にもCGアニメキャラクターとして出ている。
トラッキーの着ぐるみは帽子を取ることができ、帽子を手に持って客席に向かって振ったり、バク転中に落としたり、表彰式に同席したときに取ったり、時には帽子を笑いのネタに使ったりすることもある。一方、ラッキーの着ぐるみは帽子を人前で取ることは稀であるが、帽子がずれているラッキーの写真も存在する。キー太は通常は帽子を後前にかぶっている。また、キー太も帽子を取ることができる。
まれにユニフォームを脱ぎ、レスラータイツ一丁でアントニオ猪木のものまねをしながら登場することがある。ユニフォームを脱いだトラッキーの体に虎縞模様はなく、黄色一色である。
トラッキーとラッキーの履いているスパイクはかつてアシックスの模様が描かれていたが、2012年ユニフォームのモデルチェンジを期に契約先のミズノに変更された。スパイクのベロにもはっきり「Mizuno」と書かれている。
かつて、横浜スタジアムで暴れていた時に佐伯貴弘にジャイアントスイングをお見舞いされたことがきっかけで、佐伯に対してドロップキックやパンチをお見舞いしており、佐伯とトラッキーのバトルは一時『珍プレー好プレー番組』などで話題となったが、佐伯は笑いながらも「あのトラは俺が怪我したらどないしようとか思わへんのかな」と話したこともある。また、阪神の選手がホームランを打った際に出迎えたトラッキーが選手からラリアットを受けて一回転することがあるほか、他球団のマスコットとグラウンドで交流する際にも佐伯同様バトルに発展することがある。そのほかにも、「外野フェンスに足を引っ掛け宙吊りになる」「バックネットによじ登り頭から滑り落ちる」「手を股間の前で動かす謎の動き」などのパフォーマンスを見せ、おおむね好評を博していたが、一部から「トラッキーがかわいそう」「子供の教育上よくない」と言う意見が寄せられるようになったため、2003年のシーズン途中にスーツアクターが交代した。このスーツアクターはその後、ブラックホッシー・ゴールデンドアラを経てMr.カラスコのスーツアクターとして活動中である。
交代直後のトラッキーは、それまでと比べて身のこなしに大きな差があり不評を買ったため、わずか数週間でさらに別のスーツアクターに交代して以降は再び動きが良くなり、連続バック転なども難なくこなす。さすがに、先々代トラッキーのような「逆立ち状態でフェンスに張り付く」「内野スタンド上段近くまでサインボールを投げ込む」「身長186cmの佐伯の顔面にドロップキックを命中させるほどのバネ」などの驚異的な身体能力は持ち合わせていないが、愛嬌ある動きや小道具で笑いを取ったりしている。
ラッキーはタイガース womanのエンブレムマークを担当する。

## 誕生から現在まで
- 1985年 - オーロラビジョンのアニメーションキャラクターとしてデビュー。
- 1987年 - 着ぐるみが登場した。背が高く、痩せ型で、現在のような可愛らしいイメージはなかった。
- 1992年 - スーツアクターが交代、アクロバットが得意になり、当時は「バック転ができる唯一のマスコット」として注目を浴びた。
- 1994年 - トラッキーの妹分としてラッキーが登場した。
- 1996年 - スーツアクターが交代するがバック転ができなくなった。
- 1997年 - スーツアクターが交代。以後、驚異的な運動神経と選手のモノマネやお笑いを交えた様々なパフォーマンスで注目を集めた。
- 2003年4月 - 前述の理由でスーツアクターが交代。パフォーマンスが変わる。球団が一方的な都合でシーズン途中にスーツアクターを解雇したため、ファンが抗議運動を行なった。
- 2006年 - 前年まで試合開始約2時間前にショップアルプス前で行っていた握手会が行われなくなり、代わってクイズ大会とダンスチャレンジのオーディションを行うようになった。ショップアルプス前（現在は一塁側警察官詰所前）にトラッキーとラッキーの等身大人形が置かれるようになった。
- 2007年 - ユニフォームの大幅モデルチェンジと同時に、トラッキー・ラッキーのイラストがモデルチェンジ。耳が大きくなり、2.5頭身から3頭身になるなど変化した（一部のグッズなどでは旧タイプのイラストも平行して使用）。ユニフォームが変わり、トラッキーは背中の背番号「1985」が復活、ラッキーは胸番号「1994」がなくなった。
- 2008年 - マックスファクトリーのアクションフィギュア「figma」の「球団マスコットシリーズ」のラインナップとして同年11月に発売される。同日には発売延期により発売日がずれ込んだ「figma ドアラ ホームver. 」も発売された。
- 2011年 - トラッキー・ラッキーの弟が新マスコットとして登場。名前は一般公募されトラッキーとラッキーに共通する『キー』に、活発で可愛らしい男の子を連想させる『太』を付けた『キー太』と名付けられた。
- 2012年 - 7月18日に命名25周年を迎え、試合開始前に記念セレモニーが行われた。
- 2017年 - 7月18日に命名30周年を迎え、記念セレモニーが行われた。
- 2020年 - 大阪府に拠点しているテレビ大阪製作のテレビアニメ『トミカ絆合体 アースグランナー』第35話にゲスト出演、これがアニメデビューを果たした。ラッキーやキー太ら他のセ・リーグマスコットキャラもカメオ出演も果たしている。
- 2022年 - 4月1日に東宝怪獣のゴジラとエイプリルフール企画の短編映像『ゴジラVSタイガース』で共演。阪神甲子園球場に襲来したゴジラを、極秘開発されていた対ゴジラ用兵器「虎龍」（メカトラッキー）として迎撃する[2]。

## 阪神グループ内での使用

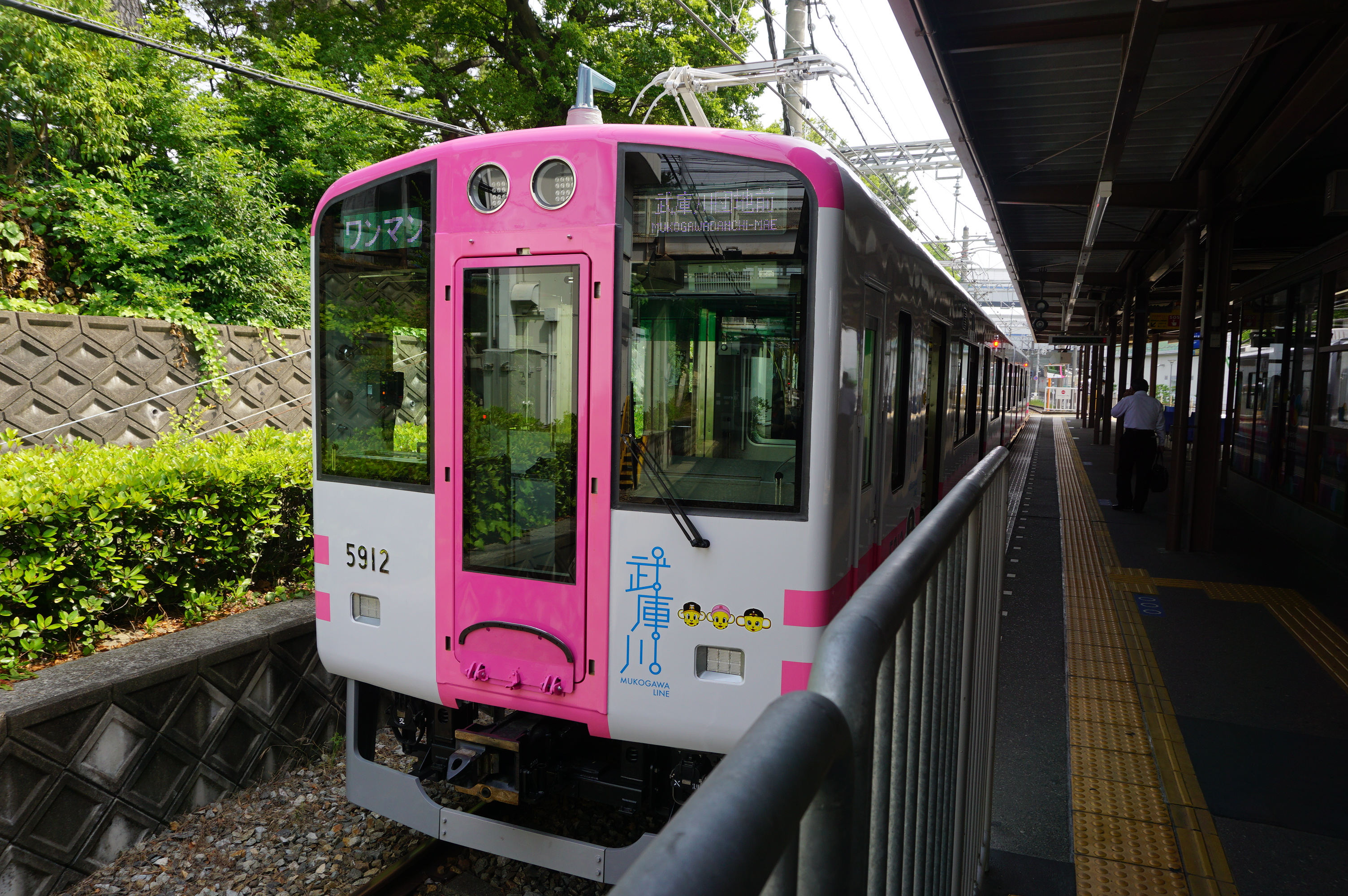
トラッキー号

- 阪神バスでは路線バスと高速バスにトラッキーのラッピングを施した車両があった。
- 阪神電車の各駅で工事や自動改札機のメンテナンスを行う際に現場に置く看板にもトラッキーが描かれている。
- 2020年6月からは武庫川線で運用されている5500系5912-5512編成にトラッキーとラッキーとキー太のラッピングが施された「トラッキー号」を運行している。
- 過去に山陽自動車運送では貨物輸送を「タイガー便」と名づけ、ペットマークにトラッキーを使用していた[注釈 1]。
- 阪神バスでは2007年5月以降に導入した車両の座席の柄にトラッキーを用いている。

## 他球団マスコットとの関係
佐伯とトラッキーのバトルだけでなく、阪神の宿敵である読売ジャイアンツのジャビットとのバトルも「巨人VS阪神・場外乱闘」としてネタになったことがある。2005年阪神セ・リーグ優勝時、読売テレビの特番に選手とともに出演し、途中で中日ドラゴンズのドアラが乱入したが、トラッキーが追い払った。ナゴヤドームに遠征した際は7回裏終了後にドアラとバック転対決をする。トラッキーは連続バック転、ドアラは空中ひねりを加えたバック転を披露する。